# Hoplapoderus hystrix
Hoplapoderus hystrix es una especie de coleóptero de la familia Attelabidae.

## Distribución geográfica
Habita en Malasia y en Indonesia.